# 1962 dans les parcs de loisirs
| Années des parcs de loisirs : 1959 - 1960 - 1961 - 1962 - 1963 - 1964 - 1965    |
| Décennies des parcs de loisirs : 1930 - 1940 - 1950 - 1960 - 1970 - 1980 - 1990 |

## Parcs d'attractions

### Ouverture
- Astroland ( États-Unis)
- Gayway ( États-Unis) Connu sous le nom Fun Forest Amusement Park.

## Les attractions

### Montagnes russes
| Nom     | Type/Modèle        | Constructeur | Parc        | Pays       |
| ------- | ------------------ | ------------ | ----------- | ---------- |
| Scamper | Wild Mouse en bois |              | Cedar Point | États-Unis |

### Autres attractions
| Nom                     | Type/Modèle                   | Constructeur    | Parc                 | Pays       |
| ----------------------- | ----------------------------- | --------------- | -------------------- | ---------- |
| Casa Magnetica          | Palais du rire                |                 | Six Flags Over Texas | États-Unis |
| Chapparral Antique Cars | Ballade en voitures anciennes | Arrow Dynamics  | Six Flags Over Texas | États-Unis |
| Kangaroo                | Jump & Smile                  | Norman Bartlett | Kennywood            | États-Unis |
| Swiss Family Treehouse  | Walkthrough                   | WED Enterprises | Disneyland           | États-Unis |

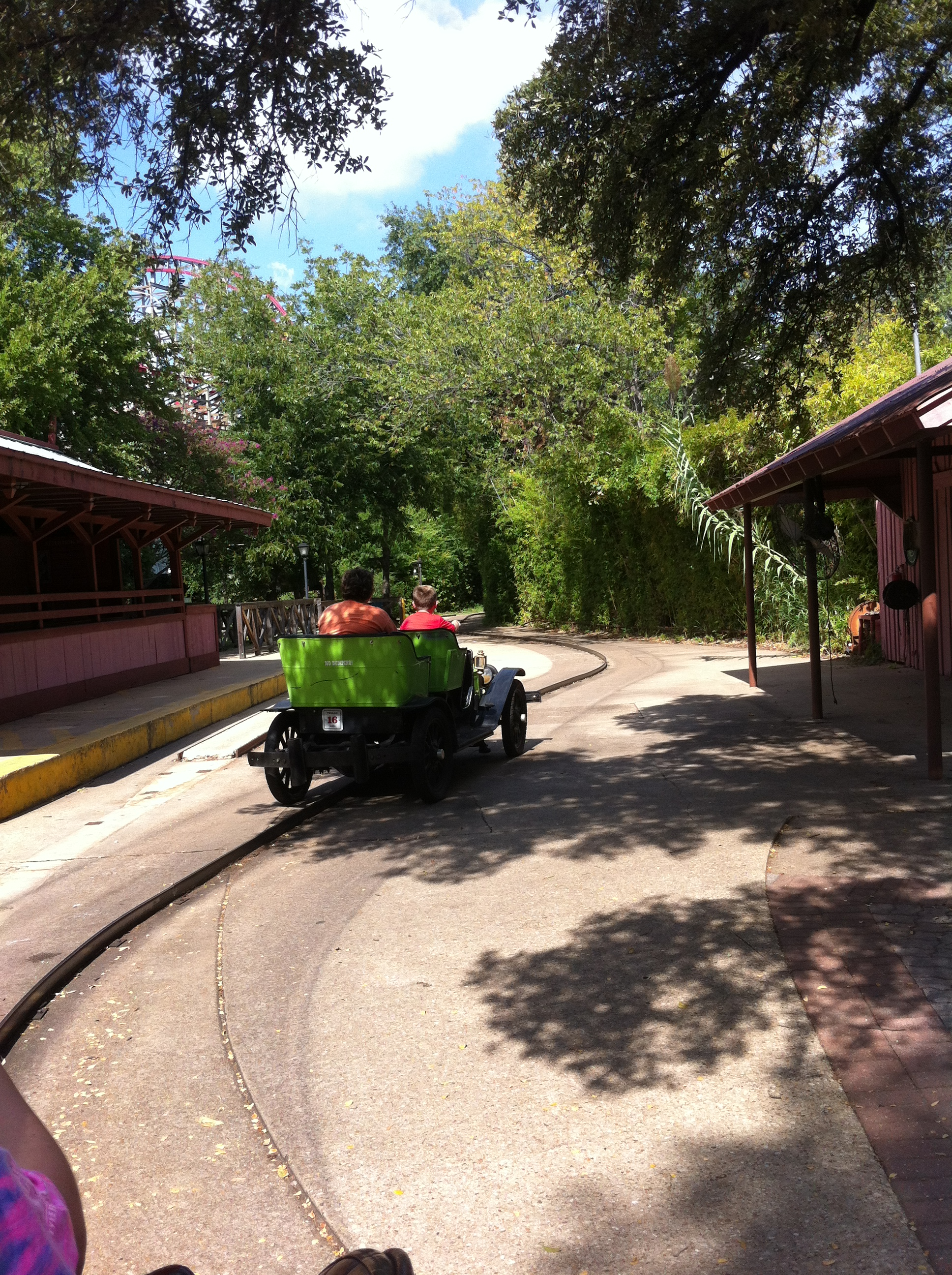
Chapparral Antique Cars à Six Flags Over Texas
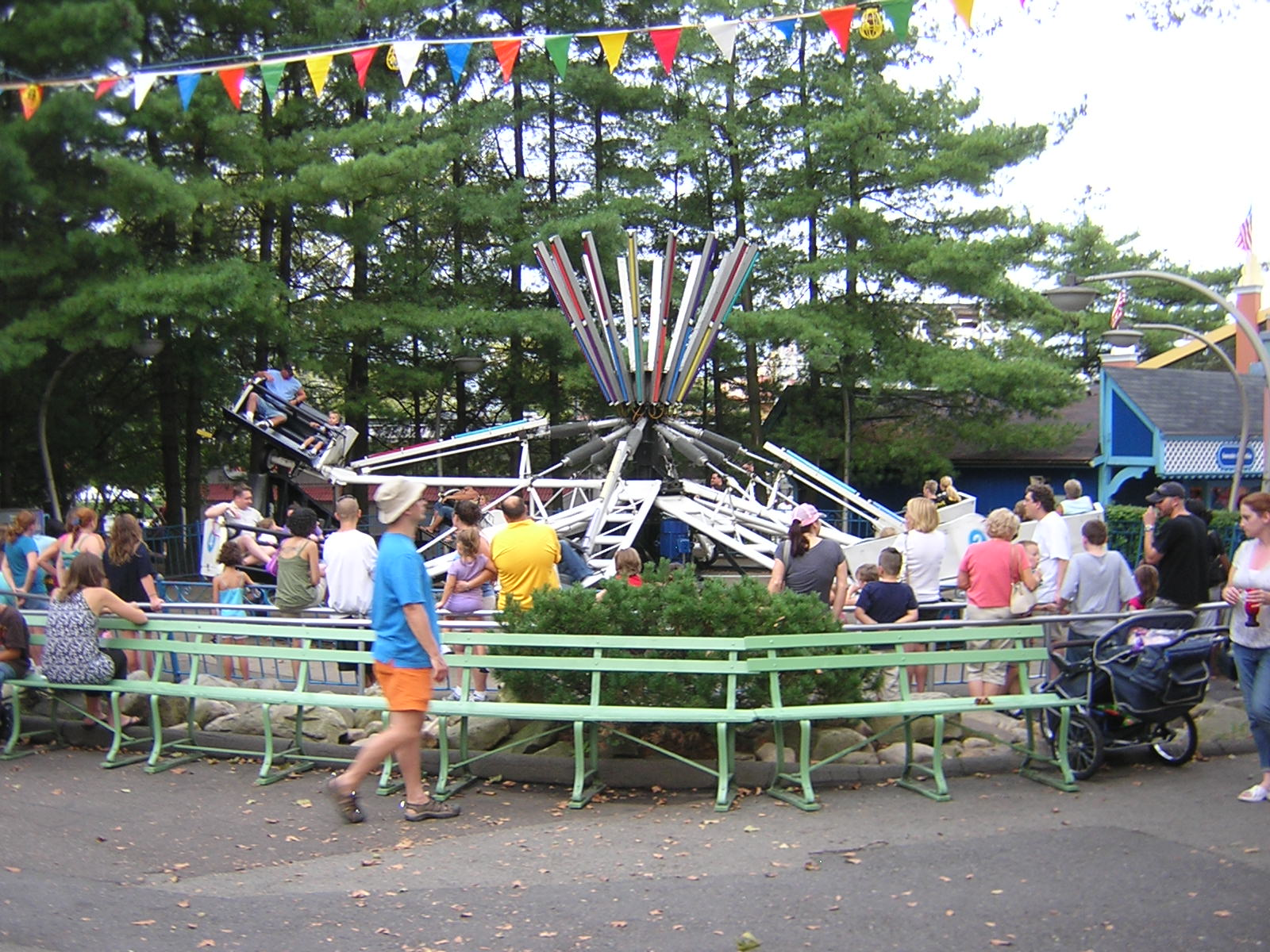
Kangaroo à Kennywood
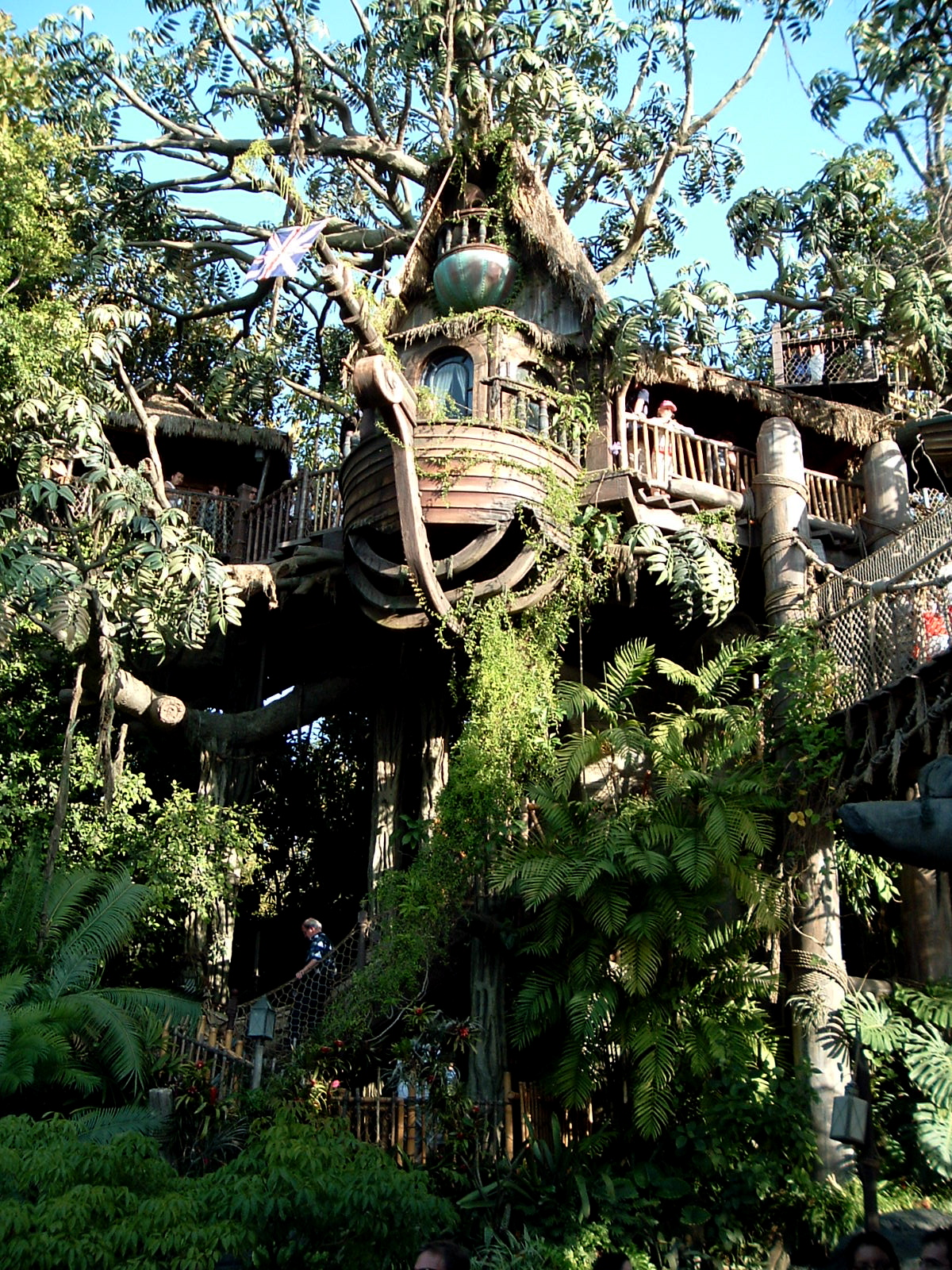
Swiss Family Treehouse à Disneyland